# Parthamasiris
Parthamasiris was een telg uit de Arsacidendynastie van Armenië. Hij was de zoon van de Partische koning Pacorus II.
Hij regeerde kortstondig over het koninkrijk Armenië van 113 tot 114, zonder toestemming van Rome.
In 113 zette de nieuwe Parthische koning, Osroes I, hem zonder overleg in de plaats van zijn broer Exedares. Dit initiatief was in strijd met het verdrag van Rhandeia, dat vijftig jaar eerder was gesloten tussen de Romeinse keizer Nero en de Parthen. Dit was voldoende koren op de molen voor keizer Trajanus: hij viel Parthië binnen en maakte van Armenië een Romeinse provincie. Parthamasiris vroeg nog om pardon, maar het mocht niet baten, hij werd alsnog geëxecuteerd. Zijn plaats werd ingenomen door Lucius Catilius Severus.